# تل النبي مندو (قرية)
تل النبي مندو (تعرف أيضًا باسم قادش) هي قرية في وسط سوريا، تتبع إداريًا لمحافظة حمص، حيث تقع جنوب حمص. وهي تقوم على الضفاف الشرقية لنهر العاصي. وتشمل المناطق القريبة منها الحوز إلى الشمال، كفر موسى إلى الشمال الشرقي، عرجون إلى الشرق، القصير إلى الجنوب الشرقي، زيتا الغربية إلى الجنوب الغربي، العقربية إلى الجنوب الغربي و‌الناعم إلى الشمال الغربي. ووفقًا للمكتب المركزي للإحصاء، فإن عدد سكان تل النبي مندو 1,068 في تعداد عام 2004. القرية مجاورة لموقع قديم يدعى قادش (اسم يشير أيضًا إلى القرية)، الذي يحاذيها إلى الشمال. وهي قرية سوريا 